# Csepel-Gyártelep
Csepel-Gyártelep (2012 végéig Gyártelep) Budapest egyik városrésze a XXI. kerületben,  a Csepel-szigeten.

## Fekvése
Határai a Budafoki út a Duna folyamtól, II. Rákóczi Ferenc utca, Vas Gereben utca, Rév utca és végül a Duna folyam a Budafoki útig.

## Története

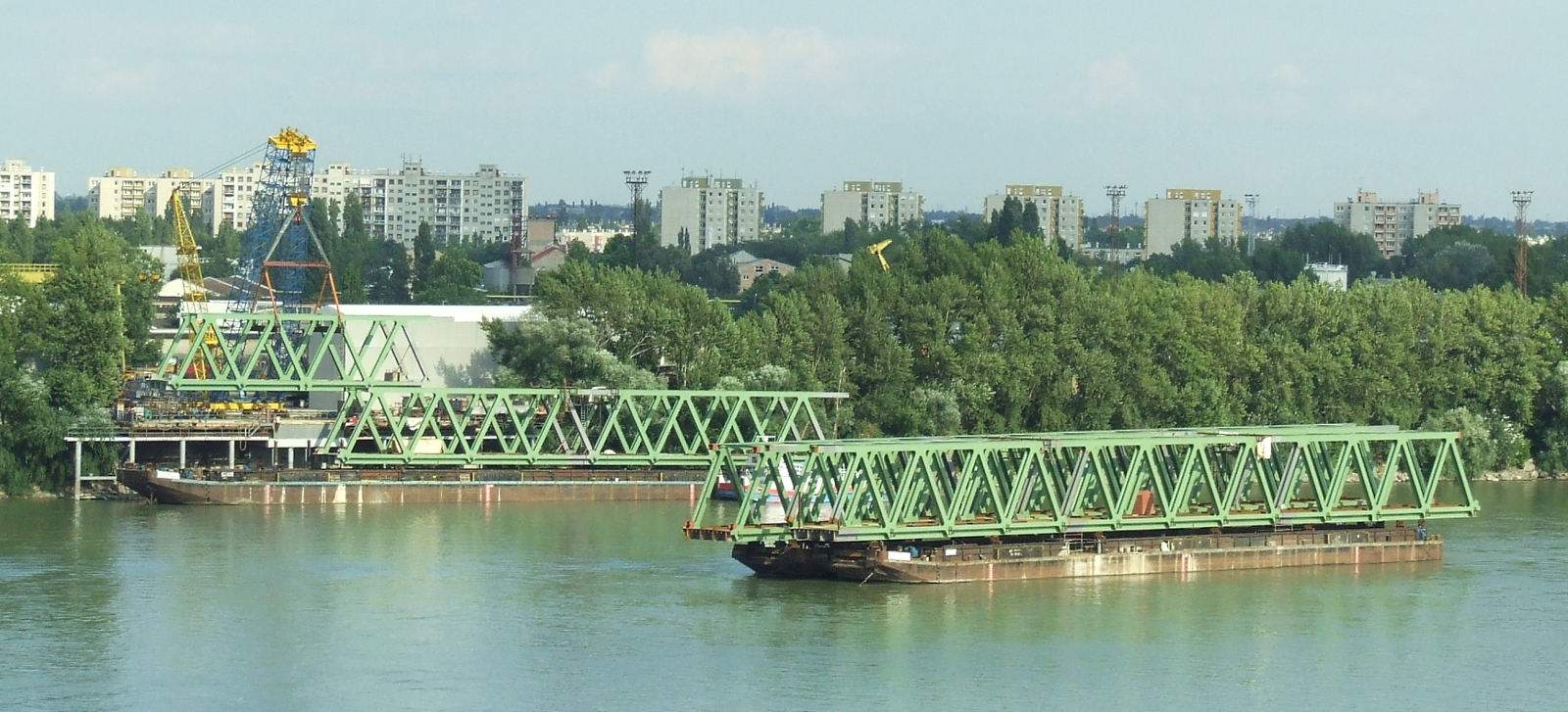
A 2008-2009 között átépült Újpesti vasúti híd új elemei a Ganz acélszerkezet-gyártó telepén

A terület neve a 19. század végéig János-legelő volt. Az ipartelepítést a Weiss testvérek kezdték meg 1892-ben, amikor tölténygyárat hoztak létre. A továbbiakban a Weiss Manfréd Acél- és Fémművek, illetve a második világháborút követő államosítás  után a Csepel Vas- és Fémművek, valamint a kerület központja közelében egy kisebb tisztviselőtelep foglalták el ezt a területet. A fénykorában közel 30 ezer embert foglalkoztató Csepel Művek Tröszt 1983-as szétdarabolását követően az ipari tevékenység fokozatosan leépült. A rendszerváltás idején lezajlott gazdasági átalakulás óta főleg csepeli és környéki zenekarok próbatermeiként van használatban és rengeteg apró cég bérli a gigantikus méretű romos üzemcsarnokokat, irodákat és telephelyeket. Komolyabb üzemnek egy csőgyár, a Csepel bicikligyár utódja, egy vasöntöde és Budafokkal szemben, a Duna bal partján álló Csepeli Erőmű, az Oiltanking tartálytelepe, továbbá tőle délre a nagy forgalmat bonyolító Metrans konténerterminál számít.
Gyártelepet 2012 decemberében a Fővárosi Közgyűlés Csepel-Gyártelep névre keresztelte át.